# Günter Lörke

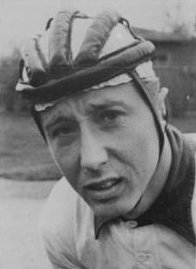
Günter Lörke (1960)

Günter Lörke (* 23. Juni 1935 in Sellnow, Pommern) ist ein ehemaliger Radrennfahrer aus der DDR, der 1960 eine olympische Silbermedaille im Mannschaftszeitfahren gewann. Sein erlernter Beruf ist Dreher.

## Karriere
Lörke begann 1953 mit dem Radsport. Sein erster bedeutender Erfolg war der Sieg bei der Erzgebirgs-Rundfahrt 1957. 1958 gewann er mit dem SC DHfK Leipzig die DDR-Meisterschaft in der Mannschaftswertung des Straßenfahrens. In jenem Jahr wurde er auch in die Nationalmannschaft der DDR berufen. 1959 gehörte Lörke zum DDR-Aufgebot bei der Friedensfahrt, wo er den 18. Platz belegte. 1960 hatte er sich ebenfalls qualifiziert, musste aber wegen einer Verletzung wenige Stunden vor Beginn des Rennens verzichten und wurde durch den dann mehrfachen Etappensieger Manfred Weißleder ersetzt. Bei den Olympischen Spielen 1960 in Rom wurde die Mannschaftswertung im Straßenrennen erstmals nicht aus den Ergebnissen des Einzelrennens addiert, sondern als eigenständiges Mannschaftszeitfahren ausgetragen. Im Rahmen der gesamtdeutschen Mannschaft traten vier Fahrer des SC DHfK Leipzig an. Egon Adler, Erich Hagen, Günter Lörke und Täve Schur belegten in 2:16:56,31 Stunden den zweiten Platz hinter dem italienischen Vierer. 1961 wurde er Dritter im Etappenrennen Wien-Rabenstein-Gresten-Wien, 1963 wurde er Zweiter. Ein größerer Erfolg gelang ihm 1964 mit einem Etappensieg bei der Bulgarien-Rundfahrt, die er auf dem 6. Platz beendete.
Täve Schur charakterisierte ihn „als einen sehr verlässlichen Mannschaftsfahrer“ und einen „ganz Grossen, was die Willenskraft angeht.“

## Berufliches
Nach seiner Laufbahn 1965 qualifizierte er sich zum Ingenieur für Hydraulik und arbeitete als Konstrukteur in einem Hydraulik-Kombinat in Leipzig.